# Carole King
Carol Joan Klein (Brooklyn, 9 februari 1942), beter bekend als Carole King, is een Amerikaanse singer-songwriter die in de jaren 1960 en 1970 een groot aantal hits schreef voor anderen en later ook voor zichzelf.

## Liedjes voor anderen
Het eerste succes met een zelfgeschreven liedje had King al in 1960 op haar achttiende, met Will you love me tomorrow, gezongen door The Shirelles. Op haar zeventiende ontmoette ze haar eerste echtgenoot Gerry Goffin. Er ontstond een samenwerking waarbij Goffin vaak de teksten bij Kings liedjes schreef. De samenwerking was zeer succesvol en leidde tot vele hits voor anderen, zoals daar zijn:
- Will you love me tomorrow (een hit van The Shirelles)
- Take Good Care of My Baby (Bobby Vee)
- Crying in the Rain (Everly Brothers)
- The Loco-motion (Little Eva)
- (You Make Me Feel Like) A Natural Woman (Aretha Franklin).

Het nummer Chains werd in november 1962 een bescheiden hit voor de groep The Cookies en ook opgenomen door de Everly Brothers en The Beatles. The Beatles plaatsten het nummer op hun debuutalbum Please Please Me.
Zelf had King in 1962 een hit met It Might As Well Rain Until September. Dit werd ook opgenomen door de Engelse zangeres Helen Shapiro. In de jaren 1960 heeft ze enkele malen geprobeerd een solocarrière van de grond te krijgen, wat echter steeds mislukte. In deze jaren was ze nog onzeker over haar zangcapaciteiten. Ze begeleidde anderen op de piano, maar zong niet live. Na haar scheiding van Gerry Goffin is ze getrouwd met musicus Charles Larkey en verhuisde naar de Amerikaanse westkust (Los Angeles). Daar formeerde ze met Danny Kortchmar de band The City, die slechts één (geflopt) album - Now that everything's been said - heeft uitgebracht.

## Solocarrière
Na haar breuk met Goffin in 1968 overwon ze haar onzekerheid over het schrijven van teksten en haar eigen zangkwaliteiten en begon liedjes voor zichzelf te schrijven. In 1970 verscheen haar eerste soloalbum Writer. Dit album flopte, maar in 1971 brak ze alsnog door als soloartiest met het zeer succesvolle Tapestry, haar bekendste en meest gewaardeerde album. Tapestry wordt beschouwd als een van de beste elpees in de popmuziek van de jaren 1970. Het album zou zes jaar in de Amerikaanse hitlijst blijven staan. Hierop staan enkele van de vroegere hits die ze met Gerry Goffin schreef en het nummer You've got a friend. Dit werd overigens een hit voor James Taylor, die ook op Tapestry te horen is als muzikaal begeleider. Ook staat hierop het nummer Where you lead, dat rond de eeuwwisseling hernieuwde belangstelling won, doordat het de titelsong was van de televisieserie Gilmore Girls, waarin ze zelf ook een gastrol speelde als Sophie, de eigenaresse van de muziekwinkel in Stars Hollow.
Hierna heeft ze nog een aantal goed verkopende albums gemaakt zoals Music (1971), Rhymes and Reasons (1972) en Wrap Around Joy (1974). In 1974 had ze ook een hit met Corazon.
In 1976 kwam het samen met Goffin geschreven album Thoroughbred uit, waarop ook James Taylor, David Crosby en Graham Nash meezongen.
In de jaren 1980 bracht ze nog een aantal albums uit en zette zich in voor het milieu en werd activiste voor de Democratische Partij.
In 2010 vierde ze het dertigjarig jubileum van haar eerste duoconcert met James Taylor in de Troubadour. Beide artiesten zongen apart en samen en speelden gitaar en piano op elkaars nummers. Dit beviel zo goed dat ze daarna op tournee gingen met een band bestaande uit Kings schoonzoon en Taylors toenmalige begeleidingsmuzikanten.
In 2012 publiceerde ze haar autobiografie. Eveneens in 2012 kreeg King een ster op de Hollywood Walk of Fame.

## Discografie

### Albums
| Album met eventuele hitnotering(en) in de Nederlandse Album Top 100 | Datum van verschijnen | Datum van binnenkomst | Hoogste positie | Aantal weken | Opmerkingen                  |
| ------------------------------------------------------------------- | --------------------- | --------------------- | --------------- | ------------ | ---------------------------- |
| Writer                                                              | 05-1970               | -                     |                 |              |                              |
| Tapestry                                                            | 02-1971               | -                     |                 |              |                              |
| Music                                                               | 12-1971               | -                     |                 |              |                              |
| Rhymes and reasons                                                  | 11-1972               | -                     |                 |              |                              |
| Fantasy                                                             | 06-1973               | -                     |                 |              |                              |
| Wrap around joy                                                     | 09-1974               | -                     |                 |              |                              |
| Really Rosie                                                        | 02-1975               | -                     |                 |              | Soundtrack                   |
| Thoroughbred                                                        | 01-1976               | -                     |                 |              |                              |
| Simple things                                                       | 07-1977               | 06-08-1977            | 31              | 5            |                              |
| Her greatest hits: Songs of long ago                                | 1978                  | -                     |                 |              | Verzamelalbum                |
| Welcome home                                                        | 05-1978               | -                     |                 |              |                              |
| Touch the sky                                                       | 06-1979               | -                     |                 |              |                              |
| Pearls: Songs of Goffin and King                                    | 1980                  | -                     |                 |              |                              |
| One to one                                                          | 1982                  | -                     |                 |              |                              |
| Speeding time                                                       | 1983                  | -                     |                 |              |                              |
| City streets                                                        | 1989                  | -                     |                 |              |                              |
| Colour of your dreams                                               | 16-03-1993            | -                     |                 |              |                              |
| In concert                                                          | 01-03-1994            | 19-03-1994            | 52              | 6            | Livealbum                    |
| A natural woman: The ode collection (1968–1976)                     | 13-09-1994            | -                     |                 |              | Verzamelalbum                |
| Time gone by                                                        | 1994                  | -                     |                 |              | Verzamelalbum                |
| Carnegie Hall concert: June 18, 1971                                | 29-10-1996            | -                     |                 |              | Livealbum                    |
| Goin' back                                                          | 02-06-1998            | -                     |                 |              | Verzamelalbum                |
| Super hits                                                          | 09-05-2000            | -                     |                 |              | Verzamelalbum                |
| Love makes the world                                                | 25-09-2001            | -                     |                 |              |                              |
| The living room tour                                                | 12-07-2005            | -                     |                 |              | Livealbum                    |
| Live at the Troubadour                                              | 21-05-2010            | 29-05-2010            | 76              | 3            | met James Taylor / Livealbum |
| The essential Carole King                                           | 25-05-2010            | -                     |                 |              | Verzamelalbum                |
| A holiday Carole                                                    | 01-11-2011            | -                     |                 |              |                              |
| The legendary demos                                                 | 24-04-2012            | -                     |                 |              | Verzamelalbum                |

### Singles
| Single met eventuele hitnotering(en) in de Nederlandse Top 40 | Datum van verschijnen | Datum van binnenkomst | Hoogste positie | Aantal weken | Opmerkingen |
| ------------------------------------------------------------- | --------------------- | --------------------- | --------------- | ------------ | ----------- |
| It's too late                                                 | 1971                  | 03-07-1971            | tip9            | -            |             |
| Corazon                                                       | 1973                  | 08-12-1973            | tip9            | -            |             |
| Hardrock cafe                                                 | 1977                  | 06-08-1977            | tip7            | -            |             |

| Single met hitnotering(en) in de Vlaamse Ultratop 50 | Datum van verschijnen | Datum van binnenkomst | Hoogste positie | Aantal weken | Opmerkingen                 |
| ---------------------------------------------------- | --------------------- | --------------------- | --------------- | ------------ | --------------------------- |
| Corazon                                              | 1973                  | -                     |                 |              | Nr. 24 in de Radio 2 Top 30 |
| Hardrock cafe                                        | 1977                  | -                     |                 |              | Nr. 18 in de Radio 2 Top 30 |

### NPO Radio 2 Top 2000
| Nummers met noteringen in de NPO Radio 2 Top 2000 | '99  | '00 | '01  | '02  | '03  | '04  | '05  | '06  | '07  | '08  | '09  | '10  | '11  | '12  | '13  | '14  | '15 | '16 | '17 | '18 | '19 | '20 | '21  | '22  | '23  | '24  |
| ------------------------------------------------- | ---- | --- | ---- | ---- | ---- | ---- | ---- | ---- | ---- | ---- | ---- | ---- | ---- | ---- | ---- | ---- | --- | --- | --- | --- | --- | --- | ---- | ---- | ---- | ---- |
| It's Too Late                                     | 1615 | -   | 1301 | 1279 | 1503 | 1767 | 1650 | 1753 | 1779 | 1669 | 1782 | 1673 | 1824 | 1695 | 1921 | 1967 | -   | -   | -   | -   | -   | -   | -    | -    | -    | -    |
| You've got a friend                               | 450  | 582 | 444  | 505  | 487  | 367  | 536  | 456  | 454  | 438  | 550  | 484  | 608  | 702  | 734  | 638  | 742 | 674 | 795 | 903 | 968 | 997 | 1000 | 1086 | 1112 | 1115 |

1. ↑  Een '-' betekent dat het nummer niet was genoteerd en een vetgedrukt getal geeft de hoogste notering van een nummer aan.